# Qatar Television
Qatar Television est une chaîne de télévision publique qatarie. Appartenant à la Qatar General Broadcasting and Television Corporation (en français : « Société générale de radiodiffusion-télévision de Qatar »), elle est diffusée par voie hertzienne et par câble dans les principales villes du pays, mais aussi en streaming sur internet. Depuis la disparition de la chaîne internationale Qatar Satellite Channel, elle est également reprise par plusieurs satellites, notamment en Europe, au Moyen-Orient et en Afrique du Nord.

## Histoire
La télévision nationale qatarie voit le jour au tout début des années 1970. Il n’y a alors qu’une seule chaîne, émettant quelques maigres programmes pendant la soirée, et uniquement en noir et blanc. L’introduction de la couleur intervient en 1974. Les programmes s’étoffent progressivement et en 1982, une seconde chaîne est lancée. En 1998, le gouvernement qatarien lance une version satellitaire de la télévision nationale à destination des expatriés et des populations arabophones du monde entier désireuses d’en savoir plus sur ce pays. Diffusée notamment sur Hot Bird (Europe et Afrique du Nord) et sur Arabsat (Moyen-Orient), elle cesse d’émettre au début des années 2010 et est remplacée par la télévision nationale.

## Description
La grille des programmes de Qatar Television ne diffère que peu des autres chaînes de télévision du Golfe, et s’articule sur des piliers tels que l’information (avec d’importants développements consacrés aux activités de la famille régnante et à l’actualité nationale), le divertissement, représenté par de nombreuses séries et variétés arabes — mais aussi des films occidentaux, en anglais sous-titré — ainsi que la culture et la religion (apprentissage du Coran, prières). Diffusée 24 heures sur 24, Qatar Television propose essentiellement des programmes en arabe.